# Spławie (powiat wrzesiński)
Spławie – wieś w Polsce położona w województwie wielkopolskim, w powiecie wrzesińskim, w gminie Kołaczkowo. Około 2 km na południe przepływa Warta.
W Spławiu istniał gród z ok. 900 roku otoczony wałem i zniszczony w X wieku, którego pozostałości były badane już w XIX wieku, a później od lat 70. XX wieku.  
W 1578 właścicielami terenów byli: Maciej Tarnowski, Maciej Zieleński i Tomasz Zieleński. W latach 1975–1998 miejscowość należała administracyjnie do województwa poznańskiego. W 2011 wieś liczyła 51 mieszkańców.